# Sinkanszen 700-as sorozat
A Sinkanszen 700-as sorozat egy japán nagysebességű motorvonat. 1997-től 2004-ig gyártották, 1999-ben álltak először forgalomba. A tervezés célja az volt, hogy egy olyan motorvonat szülessen, amely legalább olyan jó, mint a Sinkanszen 500-as sorozat, de a költségei lényegesen alacsonyabbak. Összesen 1328 járműegység épült, melyből 91 16 részes motorvonatot állítottak össze (8 motorvonatot a Hikari Rail Star számára). A kocsik alumíniumból készültek.
A járművek telephelyei: Tokió, Oszaka, Hakata. Jelenleg a Tókaidó Sinkanszen és a Szanjó Sinkanszen vonalakon közlekednek.
A motorvonatok gyorsulása 0,44 m/s² (Tókaidó), 0,55 m/s² (Szanjó), lassulása 0,75 m/s². Üzemeltetők: JR Central és JR West.
Jelentős eltérés az 500-as sorozathoz képest a 700-as sorozat elejének jellegzetes kacsacsőr formája.
16 járműegység festése eltér, az oldalukra, az ablakok alá kék csík van festve.

## Érdekességek
- Két "Doctor Yellow", amely átalakított 700-as sorozatú Sinkanszen, folyamatosan ellenőrzi a vasúti pályát a Tókaidó és Szanjó vonalon.
- Az új Sinkanszen N700-as sorozat a 700-as sorozat továbbfejlesztett változata.
- A Wasabi című film két főszereplője 700-as sorozatú Sinkanszennel utazik

## Galéria

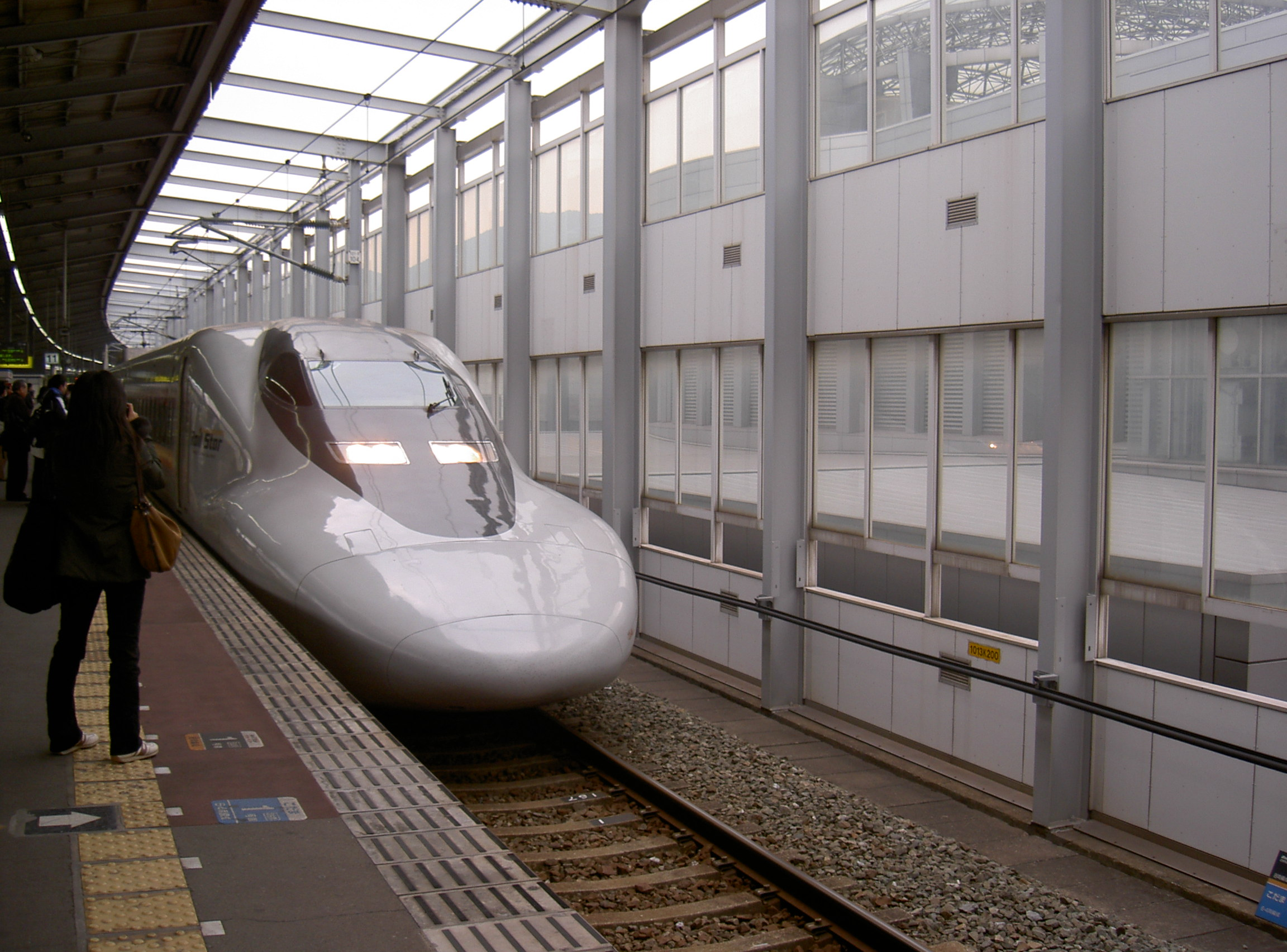
Hikari Rail Star motorvonat
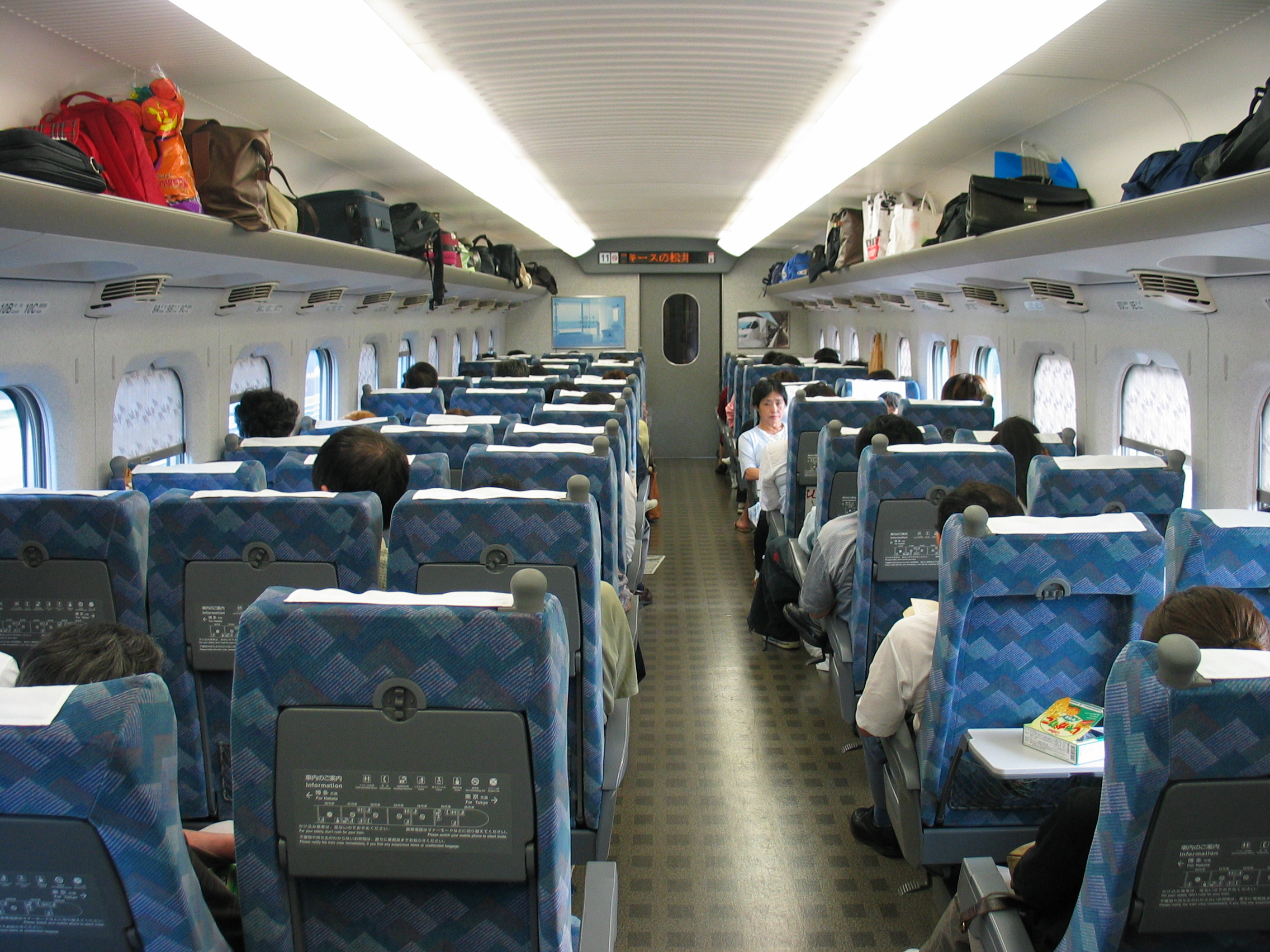
700-as sorozatú belföldi motorvonat
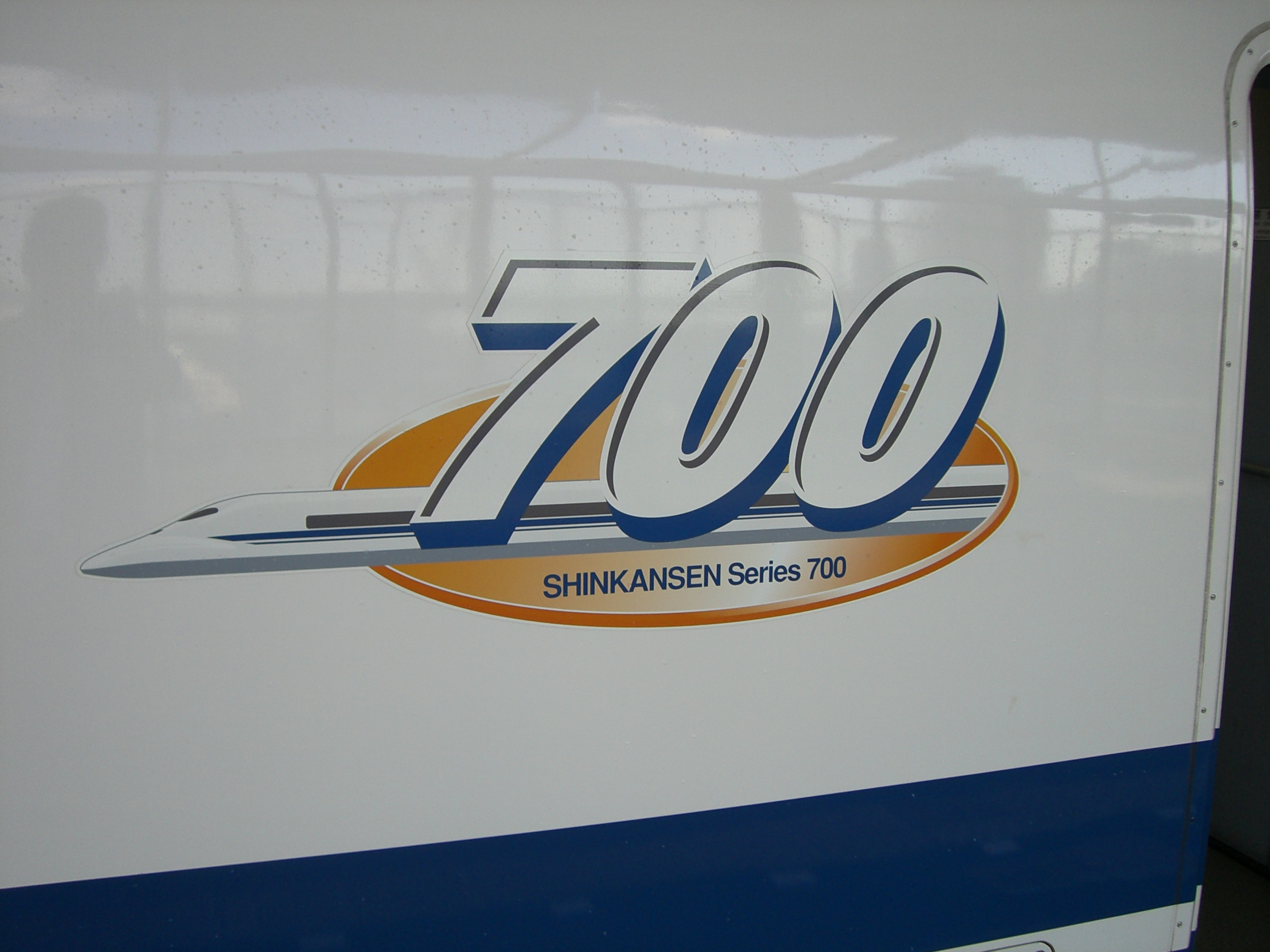
A motorvonat logója az ajtó közelében